# 溜池敏隆
溜池 敏隆（ためいけ としたか、1944年4月18日 - ）は、大阪府泉南郡岬町出身の元プロ野球選手（内野手）。

## 来歴・人物
興國商業高では、1962年に三番打者、遊撃手として春季近畿大会決勝に進むが育英高に敗退。同年夏の甲子園大阪府予選でも決勝に進出するが、戸田善紀投手、中塚政幸一塁手のいたPL学園高に敗れる。高校同期に田中辰次右翼手がいる。
高校卒業後は立教大学へ進学。2年生からレギュラー三塁手となるが、その後は野々山輝秋（富士製鐵名古屋）が三塁手に入ったため、外野手に回る。東京六大学野球リーグでは、1966年春季リーグで優勝。大学同期に若月宏之（全大丸）、石川洵（鐘紡）両投手、村上公康（中退）、槌田誠両捕手がいた。1964年春季リーグ慶立2回戦で、慶大の渡辺泰輔投手がリーグ初の完全試合を記録した際の立大の三塁手である。また星野仙一（明大）にノーヒットノーランも喫している。
大学卒業後は、社会人野球の日本熱学へ入社。1968年には三塁手、四番打者として通算打率3割5分、本塁打13本。同年の都市対抗野球にも出場するが、1回戦でリッカーミシンの佐田康英、吉村典男両投手に抑えられ敗退。
1968年のプロ野球ドラフト会議でサンケイアトムズから2位指名を受け入団。1969年にはジュニアオールスターにも出場し本塁打を放つ。俊足の大型内野手で城戸則文の後継を期待され、1970年には三塁手として39試合に先発出場。しかし打撃面で伸び悩みレギュラーは奪えなかった。
1971年には自己最多の78試合に出場するが、荒川堯が入団したこともあり、同年オフに山田勝国とのトレードで近鉄バファローズへ移籍。ここではあまり出場機会がなく、1974年限りで現役を引退した。

## 詳細情報

### 年度別打撃成績
| 年 度     | 球 団             | 試 合 | 打 席 | 打 数 | 得 点 | 安 打 | 二 塁 打 | 三 塁 打 | 本 塁 打 | 塁 打 | 打 点 | 盗 塁 | 盗 塁 死 | 犠 打 | 犠 飛 | 四 球 | 敬 遠 | 死 球 | 三 振 | 併 殺 打 | 打 率 | 出 塁 率 | 長 打 率 | O P S |
| --------- | ----------------- | ----- | ----- | ----- | ----- | ----- | -------- | -------- | -------- | ----- | ----- | ----- | -------- | ----- | ----- | ----- | ----- | ----- | ----- | -------- | ----- | -------- | -------- | ----- |
| 1969      | アトムズ ヤクルト | 26    | 33    | 31    | 2     | 4     | 0        | 0        | 1        | 7     | 1     | 1     | 0        | 1     | 0     | 1     | 0     | 0     | 8     | 1        | .129  | .156     | .226     | .382  |
| 1970      | アトムズ ヤクルト | 60    | 147   | 132   | 13    | 22    | 3        | 0        | 3        | 34    | 7     | 2     | 2        | 6     | 1     | 8     | 0     | 0     | 35    | 2        | .167  | .213     | .258     | .470  |
| 1971      | アトムズ ヤクルト | 78    | 165   | 149   | 9     | 23    | 4        | 0        | 2        | 33    | 8     | 4     | 0        | 3     | 0     | 13    | 0     | 0     | 30    | 4        | .154  | .222     | .221     | .444  |
| 1972      | 近鉄              | 4     | 5     | 5     | 0     | 0     | 0        | 0        | 0        | 0     | 0     | 0     | 0        | 0     | 0     | 0     | 0     | 0     | 1     | 0        | .000  | .000     | .000     | .000  |
| 1973      | 近鉄              | 3     | 4     | 3     | 0     | 0     | 0        | 0        | 0        | 0     | 0     | 0     | 0        | 0     | 0     | 0     | 0     | 1     | 0     | 0        | .000  | .250     | .000     | .250  |
| 1974      | 近鉄              | 1     | 1     | 1     | 0     | 0     | 0        | 0        | 0        | 0     | 0     | 0     | 0        | 0     | 0     | 0     | 0     | 0     | 1     | 0        | .000  | .000     | .000     | .000  |
| 通算：6年 | 通算：6年         | 172   | 355   | 321   | 24    | 49    | 7        | 0        | 6        | 74    | 16    | 7     | 2        | 10    | 1     | 22    | 0     | 1     | 75    | 7        | .153  | .209     | .231     | .439  |

- アトムズは、1970年にヤクルト（ヤクルトアトムズ）に球団名を変更

### 記録
- 初出場：1969年4月14日、対読売ジャイアンツ3回戦（後楽園球場）、三塁手で途中出場
- 初打席：同上
- 初先発出場：1969年4月27日、対大洋ホエールズ3回戦（下関市営球場）6番・三塁手
- 初本塁打・初打点：1969年5月29日、対阪神タイガース9回戦（神宮球場）8回裏に柿本実からソロ

### 背番号
- 35 （1969年 - 1971年）
- 26 （1972年）
- 33 （1973年 - 1974年）